# Khu phố cổ Hà Nội

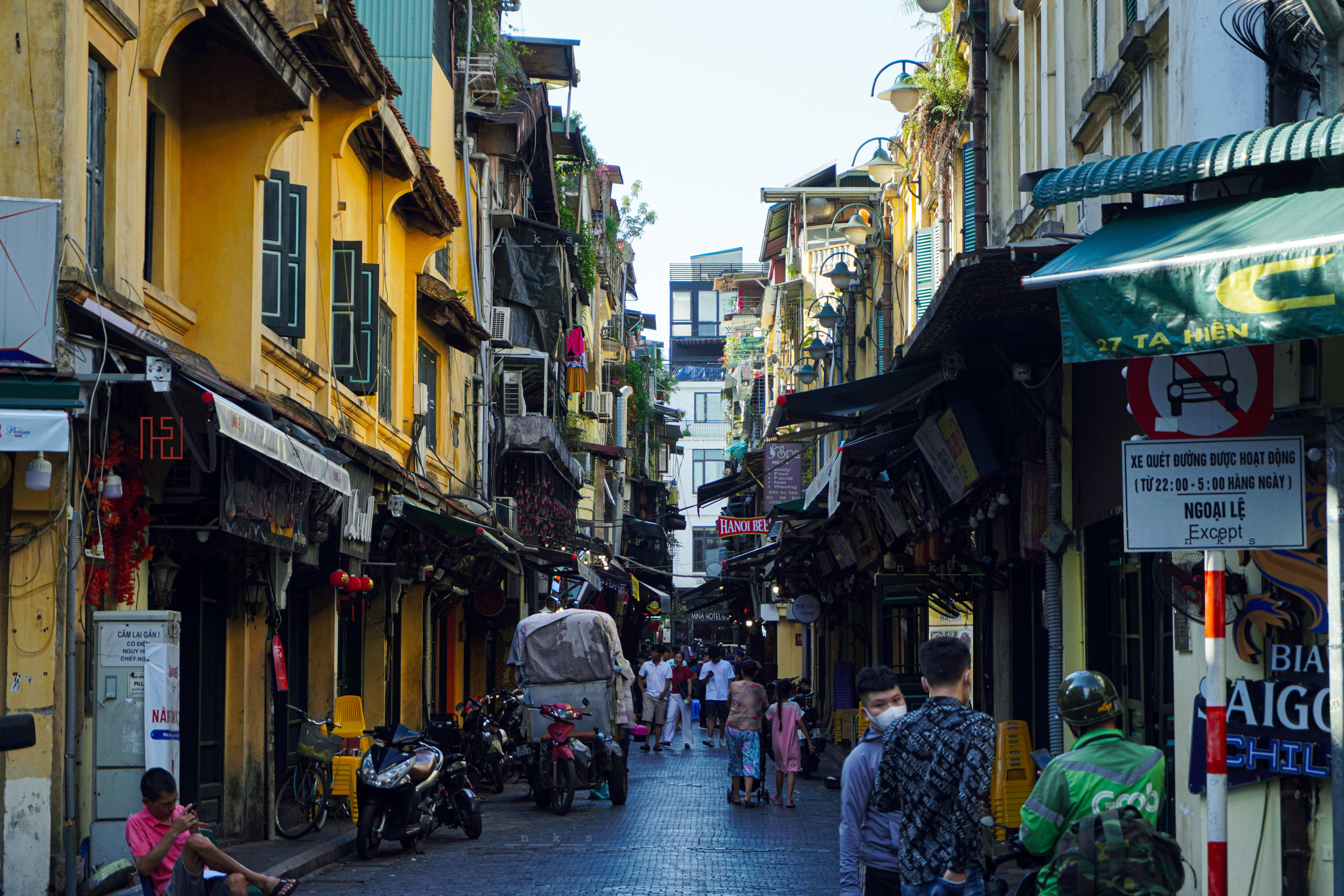
Phố Tạ Hiện

Khu phố cổ Hà Nội là tên gọi thông thường của một khu vực đô thị có từ lâu đời của Hà Nội nằm ở ngoài hoàng thành Thăng Long. Khu đô thị này tập trung dân cư hoạt động tiểu thủ công nghiệp và buôn bán giao thương, hình thành lên những phố nghề đặc trưng, mang những nét truyền thống riêng biệt của cư dân thành thị, kinh đô. Ngày nay khu phố cổ Hà Nội là điểm đến hấp dẫn cho những ai muốn tìm hiểu về Thăng Long - Đông Đô - Hà Nội.
Khu "Hà Nội 36 phố phường" là một cách gọi không chính xác của khu phố cổ, vì 36 phố phường là một cách gọi ước lệ khu vực đô thị cổ, nằm bên trong và bên ngoài cả khu phố cổ.

## Vị trí

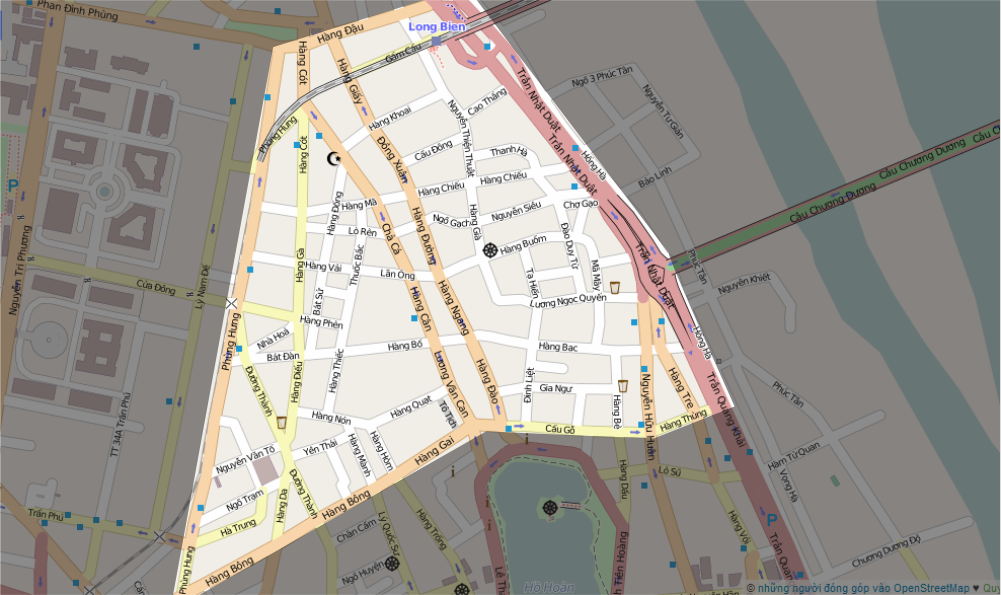
Bản đồ giới hạn Khu phố cổ Hà Nội

Theo quyết định số 70 BXD/KT-QH ngày 30 tháng 3 năm 1995 của Bộ Xây dựng, khu Phố cổ Hà nội có phạm vi được xác định: phía Bắc là phố Hàng Đậu; phía Tây là phố Phùng Hưng; phía Nam là các phố Hàng Bông, Hàng Gai, Cầu Gỗ và Hàng Thùng; phía Đông đường Trần Quang Khải và đường Trần Nhật Duật.
Khu phố cổ Hà Nội thuộc địa bàn phường Hoàn Kiếm tổng diện tích khoảng 100 ha, có 76 tuyến phố thuộc phần lớn phường này.
Mặc dù các phố cổ của Hà Nội còn nằm cả bên ngoài khu vực này ở các phường khác như Ba Đình, Đống Đa, Hai Bà Trưng; nhưng do đây là khu vực tập trung phố cổ nhiều nhất và còn giữ được những đặc trưng nên chỉ khu vực theo quy định trên được gìn giữ, bảo tồn là khu phố cổ.

## Lịch sử

Bản đồ thành Hà Nội thời nhà Nguyễn và phố cổ Hà Nội lui về hướng đông

Bản đồ Hà Nội năm 1885

Khu vực phố cổ Hà Nội 1890 nằm trong vòng đai

Khu dân cư sinh hoạt và buôn bán sầm uất này đã được hình thành từ thời Lý - Trần, nằm ở phía đông của hoàng thành Thăng Long ra đến sát sông Hồng. Đầu đời đời Lê, trong sách Dư Địa Chí, Nguyễn Trãi cũng đã đề cập đến tên một số phường nghề tại đây. Dưới thời Lê, đặt phủ Phụng Thiên gồm hai huyện là Vĩnh Thuận và Thọ Xương, thì khu này nằm gọn trong bốn tổng Túc của huyện Thọ Xương là Tiền Túc, Hậu Túc, Tả Túc, Hữu Túc. Bên ngoài khu vực là vòng thành Đại La có trổ các cửa ô.
Thời Lê, giữa khu này có một số đầm hồ, lớn nhất là hồ Thái Cực. Sông Tô Lịch nối với hào thành, các đầm hồ, thông với hồ Hoàn Kiếm và sông Hồng cũng ở khu vực này. Đến cuối thế kỉ 19 thì các sông hồ đó hoàn toàn bị lấp, nhưng vẫn còn để lại dấu tích qua các địa danh: Hà Khẩu, Giang Khẩu, Cầu Gỗ, Cầu Đông.
Thời Lý - Trần, dân cư từ các làng quanh đồng bằng Bắc Bộ tụ tập về khu vực này sinh sống, tạo thành khu phố đông đúc nhất kinh thành. Đến đời Lê, dần dần đã có một số Hoa kiều buôn bán ở đây, hình thành nên các khu phố Tàu.
Thời Pháp thuộc, sau khi lấp toàn bộ các đầm hồ, khu phố được chỉnh trang, người Ấn, người Pháp cũng đến đây buôn bán. Hai chợ nhỏ được giải tỏa để lập chợ Đồng Xuân, Đường ray xe điện Bờ hồ - Thụy Khuê cũng chạy xuyên qua đây.
Cho đến nay, đây vẫn là khu buôn bán nhộn nhịp nhất của Hà Nội. Tuyến phố đi bộ cũng được mở tại đây.

## Các phố nghề

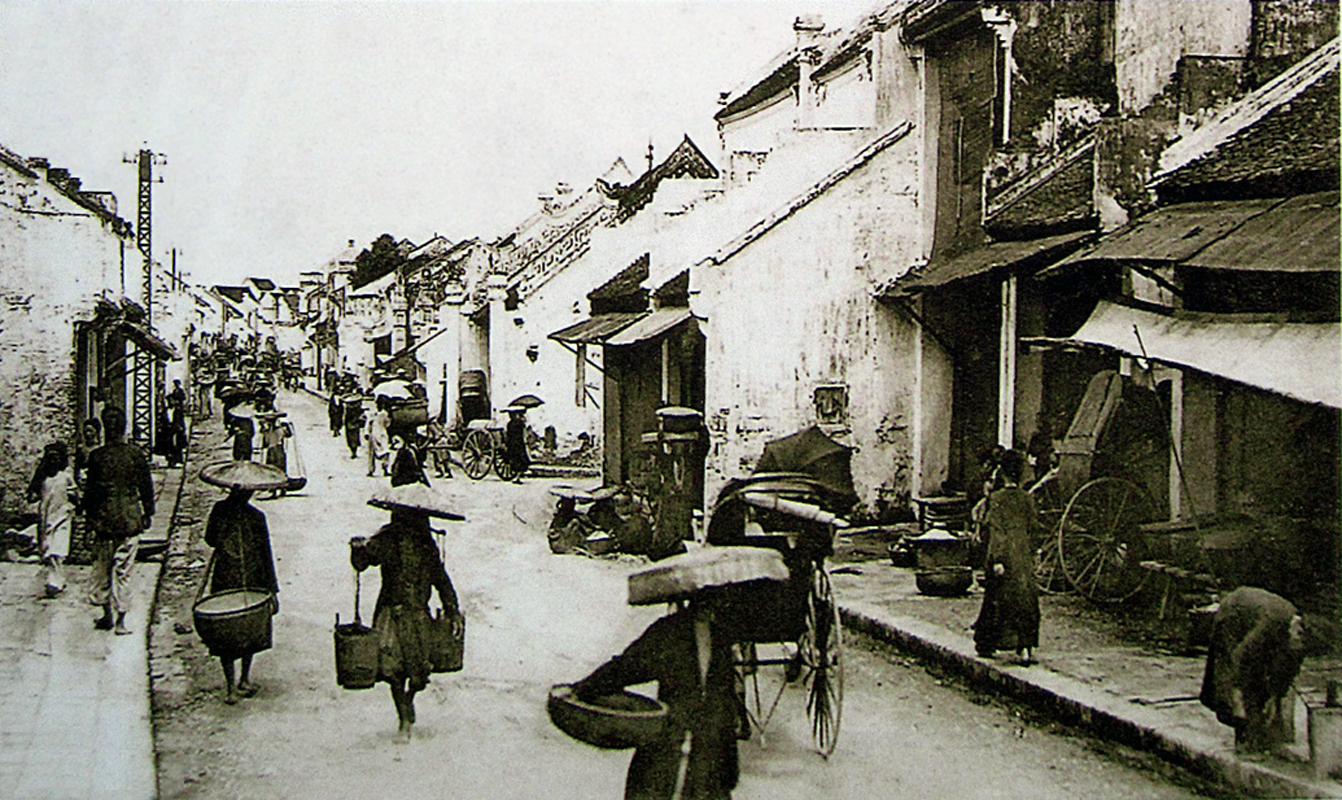
Phố hàng Mắm, khoảng năm 1905

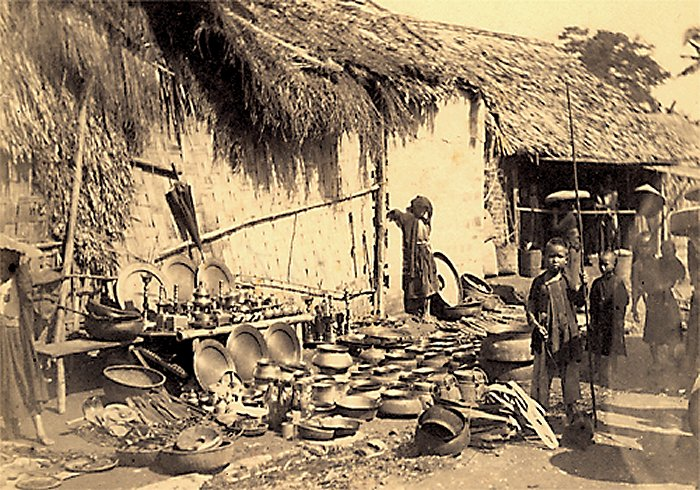
Hàng bán đồ đồng

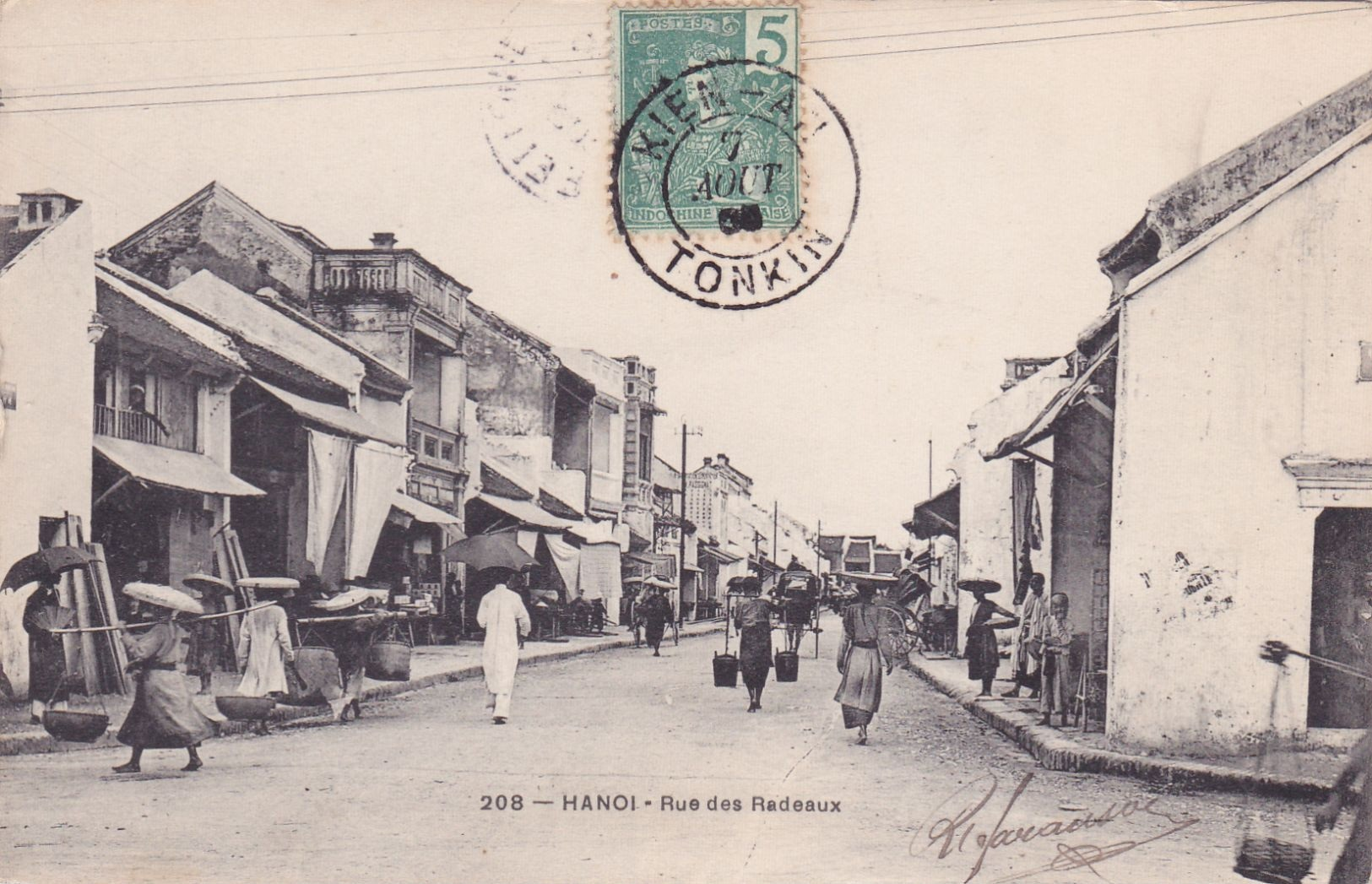
Phố Hàng Bè

Đặc trưng nổi tiếng nhất của khu phố cổ là các phố nghề. Thợ thủ công từ các làng nghề quanh Thăng Long xưa tụ tập về đây, tập trung theo từng khu vực chuyên làm nghề của mình. Các thuyền buôn có thể vào giữa phố để buôn bán trao đổi, khiến các phố nghề càng phát triển. Và chính sản phẩm được buôn bán trở thành tên phố, với chữ "Hàng" đằng trước, mỗi phố chuyên môn buôn bán một loại mặt hàng.
Hiện nay, một số phố vẫn còn giữ được sản phẩm truyền thống như phố Hàng Mã, Hàng Tre, Hàng Thiếc, Thuốc Bắc... Ngoài ra một số phố tuy không giữ nghề truyền thống, nhưng cũng tập trung chuyên bán một loại hàng hóa như phố Hàng Quạt bán đồ thờ, Hàng Buồm bán bánh kẹo, phố Mã Mây chuyên dịch vụ du lịch...
- Hàng Bông lấy theo tên đoạn phố chính Hàng Bông Đệm vốn có nhiều nhà làm nghề bật bông, bán mền bông, chăn đệm.
- Phố Hàng Mã ngày xưa chuyên buôn bán đồ vàng mã để thờ cúng, bao gồm tiền giấy âm phủ, vàng giấy âm phủ, sau mở rộng thêm các tượng giấy hình các quan, hình nhà cửa... để cúng và đốt cho người âm (người chết). Ngày nay phố Hàng Mã tập trung nhộn nhịp vào các dịp lễ, tết Trung Thu, Nguyên Đán với các mặt hàng phong phú về đồ chơi. Ngoài ra, tại đây cũng là nơi bán đồ trang trí phông màn cho đám cưới với các hình cắt làm từ nguyên liệu giấy màu hay bọt xốp nhiều màu sắc.
- Phố Mã Mây. Phố này nguyên bao gồm hai phố xưa: phố Hàng Mã và phố Hàng Mây[2]. Đoạn phố Hàng Mây nằm giáp phố Hàng Buồm, trên bờ sông Nhị, nơi tập trung thuyền bè miền ngược chở các mặt hàng lâm sản như song, mây, tre, nứa...
- Phố Hàng Bạc do ông Lưu Xuân Tín được nhà vua cho phép mở lò đúc bạc thành nén cho triều đình[3], kéo người trong họ hàng và người làng Trâu Khê (hay Châu Khê, xã Thúc Kháng, huyện Bình Giang - Hải Dương) ra đây mở phường đúc bạc, thành lập trường đúc ở số nhà 58 Hàng Bạc.
- Phố Hàng Đào là nơi buôn tơ, bán vải vóc (chữ vải điều chỉ màu đỏ được đọc chệch thành chữ đào).
- Phố Hàng Lược nối từ phố Hàng Cót đến phố Chả Cá, vốn là nơi có nhiều nhà buôn bán lược: lược gỗ, lược sừng và sau này là lược nhựa.
- Phố Hàng Chai không phải là nơi sản xuất, buôn bán chai lọ; phố này là một đoạn ngõ nhỏ nối phố Hàng Rươi và Hàng Cót, đây là nơi tập trung dân nghèo chuyên làm nghề thu lượm các đồ phế liệu, đồ bỏ (rác)
- Phố Hàng Gà chạy từ phố Hàng Điếu đến phố Hàng Cót, vốn là nơi tập trung các cửa hàng bán đồ gia cầm: gà, vịt, ngan, ngỗng, bồ câu, gà tây...
- Phố Hàng Chĩnh được người Pháp gọi là Rue des Vases (phố hàng Vại Chậu), vốn thông ra bờ sông, là bến đậu các thuyền chở vại, chậu bằng sành của làng Phù Lãng, nồi đất, chum vại, tiểu sành từ Hương Canh, bằng gốm từ Thổ Hà
- Phố Hàng Đồng và phố Bát Sứ thời thuộc Pháp có tên chung là Rue des Tasses (phố Hàng Chén). Đoạn Hàng Đồng và Hàng Mã trước thuộc thôn Yên Phú, có nghề gốc bán đồ đồng như mâm, nồi, đỉnh, lư hương, lọ hoa, hạc thờ...
- Phố Hàng Cơm nay là phố Văn Miếu từ ngã ba phố Nguyễn Khuyến đến ngã ba phố Quốc Tử Giám, trước kia nghề gốc là nơi có nhiều cửa hàng cơm phục vụ cho các sĩ tử thời phong kiến...
- Phố Hàng Đũa nay là phố Ngô Sĩ Liên; phố kéo dài từ phố Nguyễn Khuyến đến phố Quốc Tử Giám. Khu phố phía sau ga Hàng Cỏ xưa kia người dân gọi chung là khu Hàng Đũa do trước đây ở khu này người dân có nghề vót đũa làm thành đũa bán. Đũa tre để mộc, đũa tre sơn son, sơn then, đầu sơn vàng hoặc đỏ, bán buôn cho các cửa hàng trên phố hoặc các quầy trong chợ. Vào thời nhà Nguyễn đây thuộc địa phận làng Lương Sử (Ngự Sử và Lương Sử) tổng Yên Hòa, huyện Thọ Xương. Làng Lương Sử ngày nay chia thành 2 con phố là phố Quốc Tử Giám (Lương Sử) và phố Ngô Sĩ Liên (Ngự Sử). Hiện nay Ngõ Lương Sử xưa nằm trên tuyến phố Quốc Tử Giám thuộc phường Đống Đa, Hà Nội.
- Phố Hàng Bột nay là phố Tôn Đức Thắng chạy từ ngã tư phố Hàng Đẫy (Nguyễn Thái Học) đến ngã năm Xã Đàn, xưa kia đây là con đường thiên lý đi từ tỉnh Hà Đông vào Hà Nội. Hiện nay ở phố Tôn Đức Thắng vẫn còn lại ngõ Hàng Bột.

## Nhà cổ

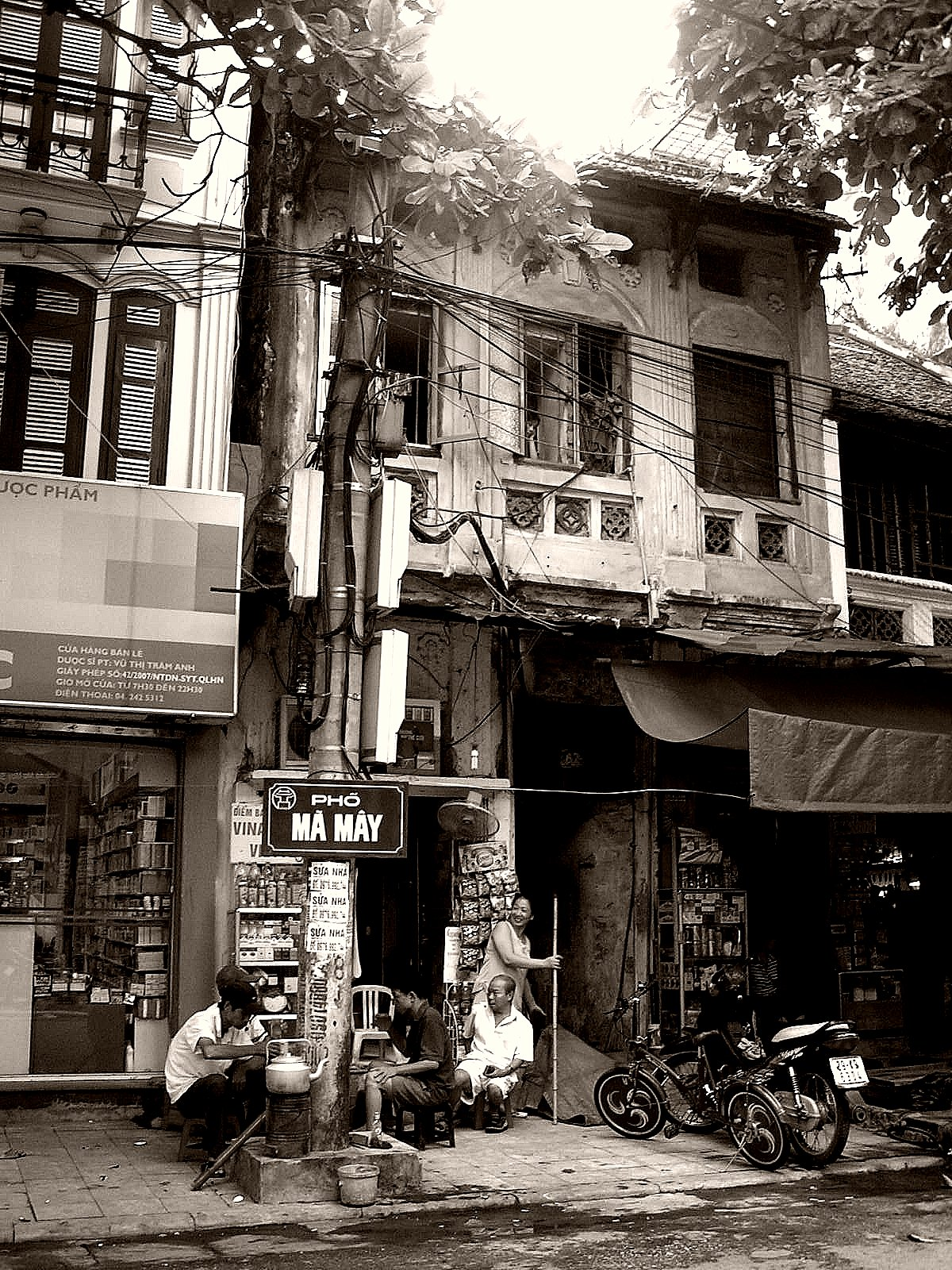
Nhà cổ phố Mã Mây

Một đặc trưng nữa của khu phố cổ là kiến trúc nhà cổ trong khu phố buôn bán. Những nhà cổ chủ yếu là nhà ống, mái ngói nghiêng, mặt tiền là cửa hàng buôn bán thò thụt không đều. Hình ảnh nhà cổ và mái ngói đã đi vào hội họa, thơ ca. Những ngôi nhà này chủ yếu được dựng vào thế kỉ XVIII - XIX, trước đó hầu hết là nhà mái tranh, chỉ có một số nhà giàu có, nhà của Hoa kiều mới lợp mái ngói.
Thời kì toàn quốc kháng chiến, để tránh đụng độ trực tiếp với quân Pháp và lính Lê dương, người dân và Vệ quốc quân đã đục thông tường từ nhà này sang nhà khác. Khi cần người ta có thể đi từ đầu đến cuối phố qua những lỗ hổng giữa các ngôi nhà mà không cần phải xuống đường.
Từ cuối thế kỉ XX, các nhà cổ dần dần biến mất. Thay vào đó là các ngôi nhà ống xây mới phá vỡ cảnh quan vốn có của phố cổ. Tuy vậy, bên trong các ngôi nhà vẫn là hệ thống đường đi chằng chịt.

## Di tích

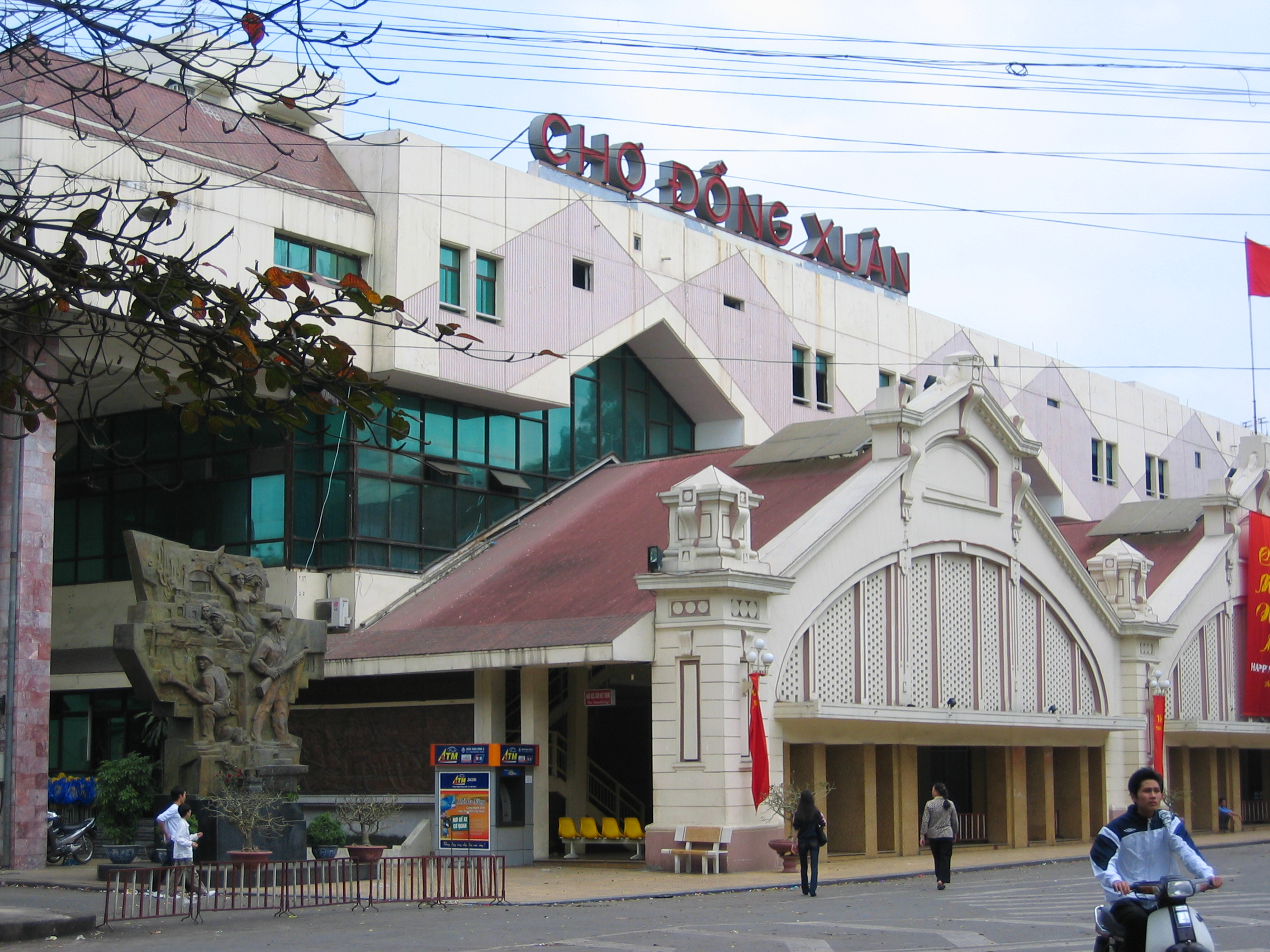
Chợ Đồng Xuân

Trong khu vực phố cổ có rất nhiều di tích lịch sử lâu đời, gồm đình, đền, chùa, hội quán.
- Đình: mỗi phố nghề thường có một đình để thờ tổ nghề hoặc thành hoàng làng nguyên quán. Đình ở khu này đặc biệt là tầng dưới vẫn làm cửa hàng cho thuê, tầng trên mới làm nơi thờ cúng. Qua thời gian, các đình bị lấn chiếm nhiều, rất khó tìm ra dấu.
- Đền: tương tự như đình, nhiều đền cũng chỉ đặt trên tầng, phía dưới làm cửa hàng. Một số đền còn giữ được là: đền Mã Mây, đền Nhân Nội, đền Bà Chúa,
- Chùa: trong khu phố cổ còn một số ngôi chùa, tuy đã bị lấn chiếm nhiều: chùa Cầu Đông, chùa Kim Cổ, chùa Thái Cam.
- Hội quán: khi người Hoa đến buôn bán, đã lập ra hai hội quán: Hội quán Quảng Đông và Hội quán Phúc Kiến.

Tại khu vực khu phố cổ xưa kia có các cửa ô: ô Phúc Lâm, ô Thanh Hà (ô Quan Chưởng), ô Trừng Thanh, ô Mỹ Lộc. Hiện chỉ còn lại ô Quan Chưởng là còn nguyên vẹn.
- Chợ: Bên cạnh các phố nghề, khu phố cổ cũng có một số chợ để tập trung bán các loại hàng hóa phục vụ đời sống, như chợ Đồng Xuân - Bắc Qua, chợ Hàng Da, chợ Hàng Bè.

## Bảo tồn

Cho đến cuối thập niên 1980, phố cổ còn được giữ gần như nguyên vẹn

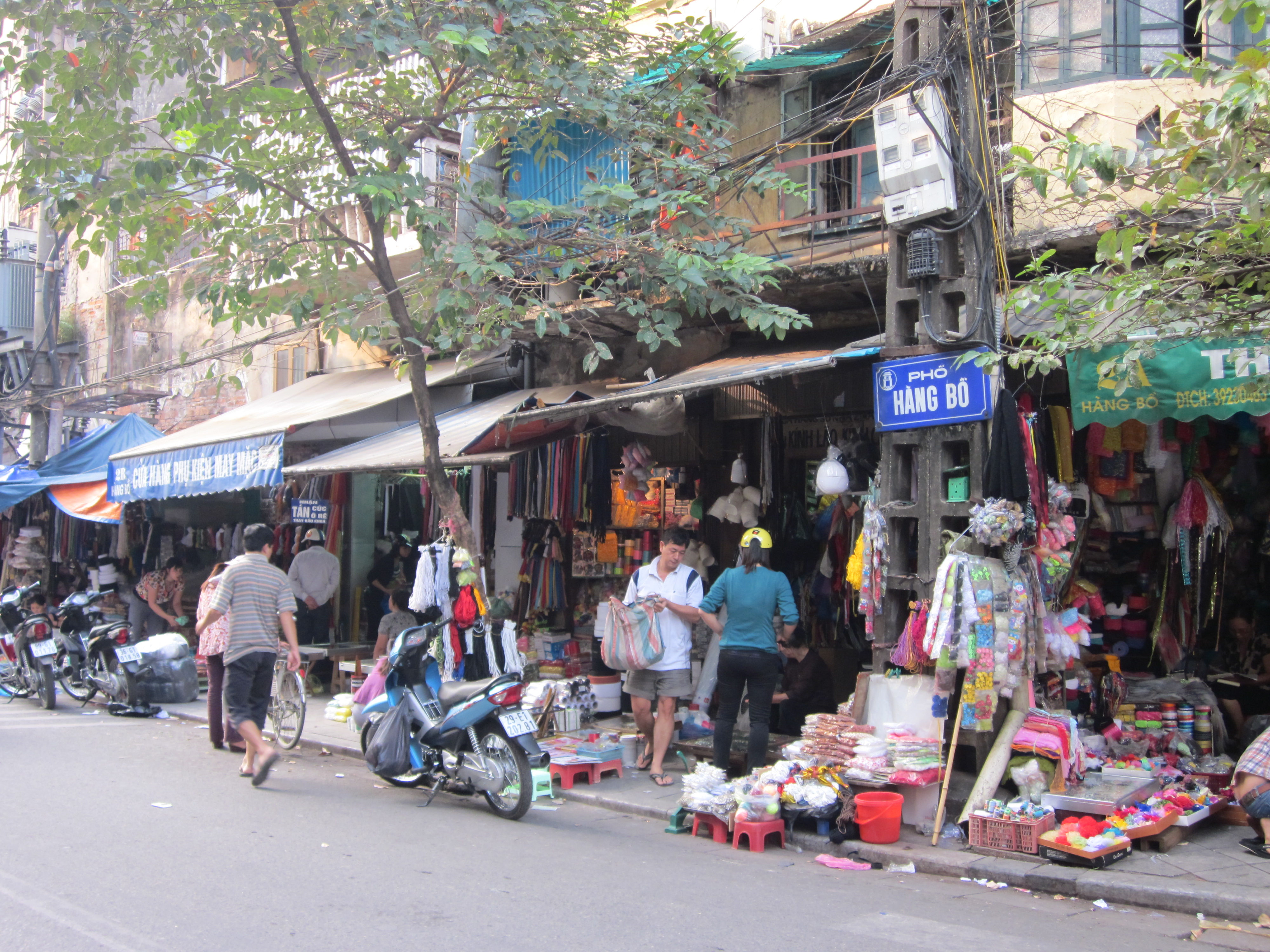
Phố Hàng Bồ ngày nay

Phạm vị nghiên cứu quy hoạch được phân chia hai khu vực bảo vệ, tôn tạo đặc trưng như sau:
1. Khu vực bảo vệ, tôn tạo cấp 1: Được giới hạn bởi các phố Hàng Chiếu, Hàng Đường, Hàng Ngang, Hàng Bạc, Hàng Mắm và Trần Nhật Duật (diện tích khoảng 19 ha).
2. Khu vực bảo vệ, tôn tạo cấp 2: Bao gồm phần còn lại trong ranh giới khu Phố Cổ.

Kiến trúc cổ của khu phố này là các ngôi nhà nhỏ bé với mái tranh hay mái ngói, thường có sân chung, lô nhô nối tiếp nhau từ dãy phố này đến dãy phố khác. Khu phố này cũng đã từng là đề tài của nhiều văn nghệ sĩ làm nên những giá trị văn hóa ngày nay của Hà Nội. Ngày nay nhiều khu phố đã xuống cấp, phải trùng tu để nâng cấp lại.
Trong dịp Đại lễ 1000 năm Thăng Long – Hà Nội năm 2010, Ủy ban Nhân dân thành phố Hà Nội đã quyết định dùng khoảng 50 tỷ đồng để tân trang 75 tuyến phố của các quận nội, ngoại thành, trong đó có việc quết vôi lại màu vàng cho mặt tiền các căn nhà trong Khu phố cổ. Tuy nhiên có ý kiến người dân cho biết việc tân trang được thực hiện khá ẩu khiến mặt tiền nhiều ngôi nhà bị lem nhem.

## Ca dao

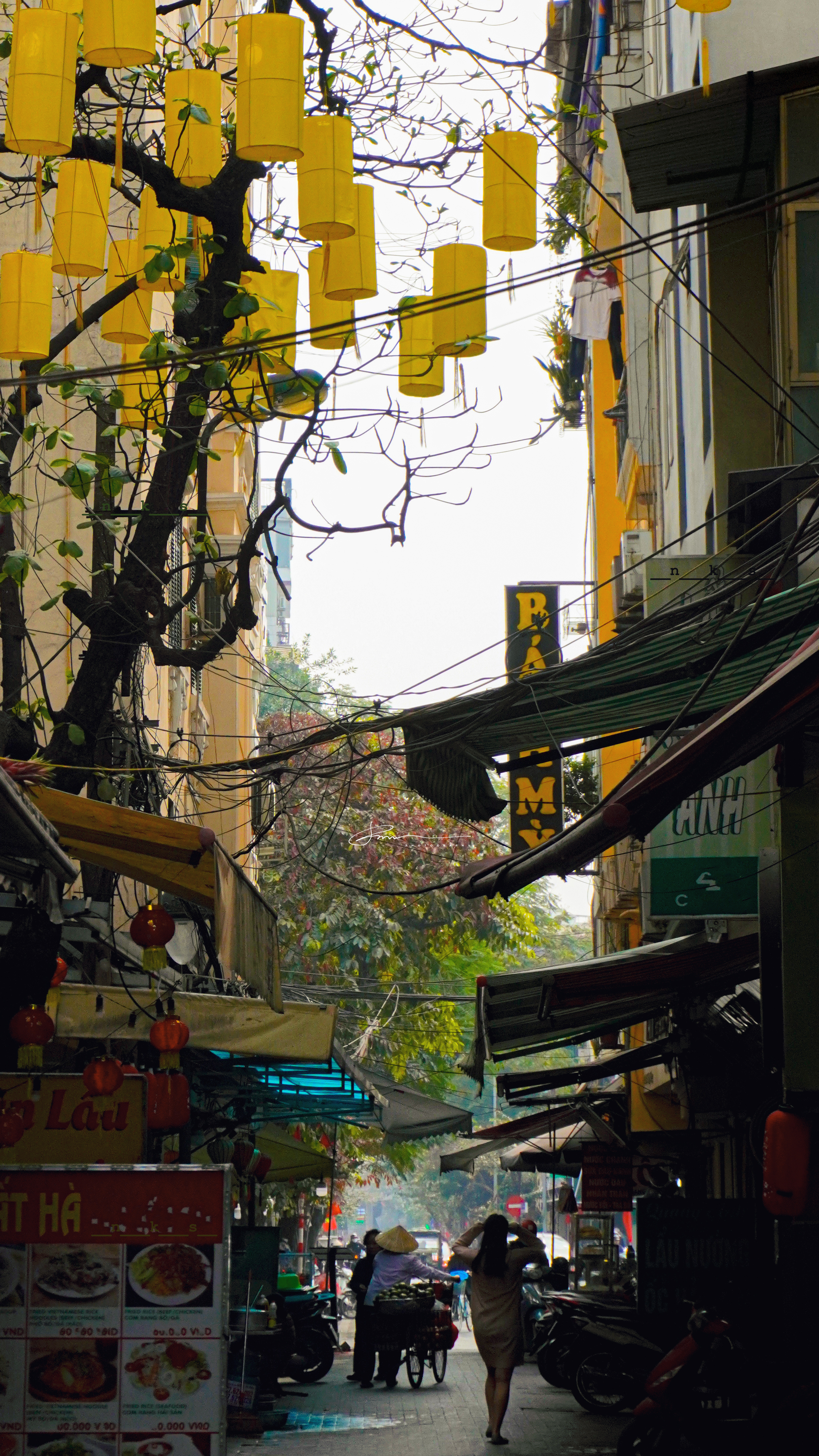
Ngõ Cấm Chỉ, Hàng Bông

Việt Nam thi văn hợp tuyển của Dương Quảng Hàm có ghi lại ca dao về 36 phố ở Hà Nội như sau:
Rủ nhau chơi khắp Long thành
Ba mươi sáu phố rành rành chẳng sai:
Hàng Bồ, hàng Bạc, hàng Gai,
Hàng Buồm, hàng Thiếc, hàng Bài, hàng Khay,
Mã Vĩ, hàng Điếu, hàng Giầy
Hàng Lờ, hàng Cót, hàng Mây, hàng Đàn,
Phố Mới, Phúc Kiến, hàng Ngang,
Hàng Mã, hàng Mắm, hàng Than, hàng Đồng,
Hàng Muối, hàng Nón, cầu Đông,
Hàng Hòm, hàng Đậu, hàng Bông, hàng Bè,
Hàng Thùng, hàng Bát, hàng Tre,
Hàng Vôi, hàng Giấy, hàng The, hàng Gà,
Quanh đi đến phố hàng Da,
Trải xem hàng phố, thật là cũng xinh.
Phồn hoa thứ nhất Long thành,
Phố giăng mắc cửi, đường quanh bàn cờ.
Người về nhớ cảnh ngẩn ngơ,
Bút hoa xin chép vần thơ lưu truyền.

## Hội họa
Khu phố cổ Hà Nội đã đi vào tranh của một danh họa là Họa sĩ Bùi Xuân Phái, trở thành một trường phái hội họa của Việt Nam, được biết đến với tên là phố Phái.

## Tên các phố cổ
Tên phố trong khu phố cổ đa số đầu tiên là chữ "Hàng", sau đó là tên sản phẩm. Bên cạnh đó có một số phố không theo quy tắc đó, và một số phố mới đặt sau này mang tên người.
Các phố có chữ "Hàng" trong khu phố cổ (Dấu ** tương ứng với những tên phố hiện không còn dùng).
| - Hàng Áo** - Hàng Bạc - Hàng Bè - Hàng Bông - Hàng Bồ - Hàng Buồm - Hàng Bút - Hàng Bừa** - Hàng Cá - Hàng Cân | - Hàng Cau** - Hàng Chai - Hàng Chè** - Hàng Chiếu - Hàng Chiếu Cói** - Hàng Chĩnh - Hàng Cót - Hàng Cuốc** - Hàng Da - Hàng Dầu | - Hàng Dép** - Hàng Đào - Hàng Đàn** - Hàng Đậu - Hàng Điếu - Hàng Đồng - Hàng Đường - Hàng Gà - Hàng Gai - Hàng Gạo** | - Hàng Giấy - Hàng Giầy - Hàng Giò** - Hàng Hài** - Hàng Hòm - Hàng Kèn** - Hàng Khay - Hàng Khóa** - Hàng Khoai - Hàng Lam** | - Hàng Lược - Hàng Mã - Hàng Màn** - Hàng Mành - Hàng Mắm - Hàng Mây** - Hàng Mụn** - Hàng Muối - Hàng Nâu** - Hàng Ngang | - Hàng Nón - Hàng Phèn - Hàng Quạt - Hàng Rươi - Hàng Sắt** - Hàng Sơn** - Hàng Sũ** - Hàng Thêu** - Hàng Thiếc - Hàng Thùng | - Hàng Tiện** - Hàng Tre - Hàng Trống - Hàng Trứng** - Hàng Vải |

Các phố, ngõ không có chữ "Hàng" trong khu phố cổ
| - Bát Đàn - Bát Sứ - Cao Thắng - Cầu Đông - Cầu Gỗ - Chả Cá - Chợ Gạo | - Cửa Đông - Đào Duy Từ - Đinh Liệt - Đông Thái - Đồng Xuân - Đương Thành - Gầm Cầu | - Gia Ngư - Hà Trung - Hài Tượng - Lãn Ông - Lò Rèn - Lương Ngọc Quyến - Lương Văn Can | - Mã Mây - Ngõ Gạch - Ngõ Trạm - Nguyễn Hữu Huân - Nguyễn Quang Bích - Nguyễn Siêu - Nguyễn Thiếp - Nguyễn Thiện Thuật | - Nguyễn Thiếp - Nguyễn Văn Tố - Nhà Hỏa - Nội Miếu - Ô Quan Chưởng - Phất Lộc - Phùng Hưng | - Tạ Hiện - Tạm Thương - Thanh Hà - Thuốc Bắc - Tố Tịch - Trần Nhật Duật - Trần Quang Khải | - Trung Yên - Yên Thái |

Các phố có chữ "Hàng" nhưng không nằm trong khu phố cổ
| - Hàng Bài - Hàng Bông Lờ** - Hàng Bông Thợ Nhuộm** | - Hàng Bột** - Hàng Bún - Hàng Cháo | - Hàng Chuối - Hàng Cỏ** - Hàng Cơm** | - Hàng Đẫy** - Hàng Đũa** - Hàng Lọng** | - Hàng Than - Hàng Vôi |

Các ngõ có chữ "Hàng"
| - Hàng Bông - Hàng Bột | - Hàng Chỉ - Hàng Cỏ | - Hàng Hành - Hàng Hương | - Hàng Lọng - Hàng Thịt |

## Tên các đường phố Hà Nội thế kỷ 19 – 20
- Ancien canal - Tên cũ phố Đào Duy Từ; Ancien canal nghĩa là Sông đào cũ.
- Anh Quốc - Tên phố Hàng Khay đặt trong thời tạm chiếm 1947 - 1954.
- Ấu Triệu - Phố ở cạnh Nhà thờ Lớn: thời Pháp có tên là Ruelle Père Lecornu. Ấu Triệu nghĩa là Bà Triệu nhỏ, tên là Lê Thị Đàn người làng Thế Lại (Quảng Trị) tham gia phong trào Đông Du của Phan Bội Châu (năm 1903). Tên Ấu Triệu do Phan Bội Châu đặt trong tập Truyện Nghĩa liệt.
- Ba Đình: Quảng trường. Thời Pháp thuộc là Rond point Puginier. Năm 1945 đổi là Quảng trường Ba Đình.
- Ba Lê - Tên vườn hoa cạnh Nhà hát lớn đặt trong thời tạm chiếm 1947-1954.
- Bà Triệu - Đường phố có tên cũ thường gọi là Phố Hàng Giò (đoạn phía bắc gần Hàng Khay); thời Pháp thuộc là hai phố boulevard Gia Long và Rue Lê Lợi.
- Ngõ Bà Triệu - ở đoạn dưới phố Bà Triệu, trước kia được gọi là Ngõ Trường Bắn (nơi binh lính tập bắn).
- Báo Khánh - Tên phố ở phía tây Hồ Gươm, thời Pháp thuộc gọi là Rue Pottier.
- Bảo Linh - Tên thôn cũ thuộc khu vực phố Hàng Tre.
- Borgnis Desbordes - Rue Borgnis Desbordes, tên cũ phố Tràng Thi.
- Bình Chuẩn - Phố Bình Chuẩn: tên phố Hàng Thùng đặt năm 1945. Bình Chuẩn là tên một chiếc tàu thủy được đóng năm 1921 (chiếc tàu đầu tiên của người Việt Nam ở Bắc Kỳ).
- Cambanère - Rue Cambanère, tên cũ phố Hàng Bút.
- Cantonnais - Rue des Cantonnais, tên cũ phố Hàng Ngang thời thuộc Pháp (ý nghĩa là phố của người Hoa kiều gốc Quảng Đông).
- Cao Thắng - Phố Cao Thắng, thời thuộc Pháp gọi là Rue Grappin; năm 1945 là phố Nguyễn Cảnh Chân.
- Chân Cầm - Phố Chân Cầm thời Pháp thuộc có tên là Rue Lagisquet; tương truyền ngày xưa nơi đây có nghề sản xuất các loại đàn dùng cho âm nhạc cổ truyền.
- Chí Linh C - Vườn hoa Chí Linh, nằm ở bờ phía đông của Hồ Hoàn Kiếm, tên cũ thời Pháp thuộc là Vườn hoa Paul Bert, có nhà kèn, tượng Paul Bert và là nơi hàng năm diễn ra duyệt binh trong các ngày Hội Tây.
- Ngõ Chợ Đồng Xuân: một ngõ nhỏ nằm bên cạnh chợ Đồng Xuân. Nơi đây trước kia là chỗ giới thiệu người đi ở cho các gia đình.
- Chợ Gạo - Phố Chợ Gạo: thời Pháp thuộc gọi là Place du Commerce, là nơi tụ họp của những người buôn bán gạo từ nông thôn vào Hà Nội.
- Chùa Một Cột - Phố Chùa Một Cột: thời Pháp thuộc có tên là Rue Elie Groleau.
- Cổ Ngư - Đường Cổ Ngư: Thời thuộc Pháp gọi là Route Maréchal Lyautey, nay gọi là Đường Thanh Niên.
- Cống Chéo Hàng Lược - Tên gọi thông thường của phố Hàng Lược, thời Pháp thuộc gọi là Rue Sông Tô Lịch.
- Cột Cờ - Phố Cột cờ: thời Pháp thuộc gọi là Avenue Puginier.
- Chả Cá - Phố Chả Cá, đất thôn cũ Đồng Thuận. Trước kia phố này gọi là phố Hàng Sơn (tên chữ Pháp là Rue de la laque).
- Cột Đồng Hồ - Nơi được trồng một cột sắt lớn trên có đặt chiếc đồng hồ điện, ở ngã sáu mấy phố đi ra Bờ Sông, tại đầu đường Trần Nhật Duật.
- Hàng Cơm - phố Văn Miếu, tên phố Hàng Cơm được đặt từ thời vua Tự Đức. Qua nhiều giai đoạn đến ngày 28-02-1949, tên là phố Văn Miếu.
- Hàng Đũa - phố Ngô Sĩ Liên, tên Hàng Đũa được đặt cho khu phố phía sau Ga Hàng Cỏ. Xưa vào thời Nguyễn đây thuộc làng Lương Sử (Ngự Sử và Lương Sừ) tổng Yên Hòa, huyện Thọ Xương. Qua nhiều giai đoạn đến nay thì tên phố là phố Ngô Sĩ Liên.
- Ngõ Trạm -Thời Pháp thuộc, phố còn có tên là Bourret. Sau Cách mạng tháng Tám, phố được đặt tên như hiện nay.

## Hình ảnh Hà Nội xưa

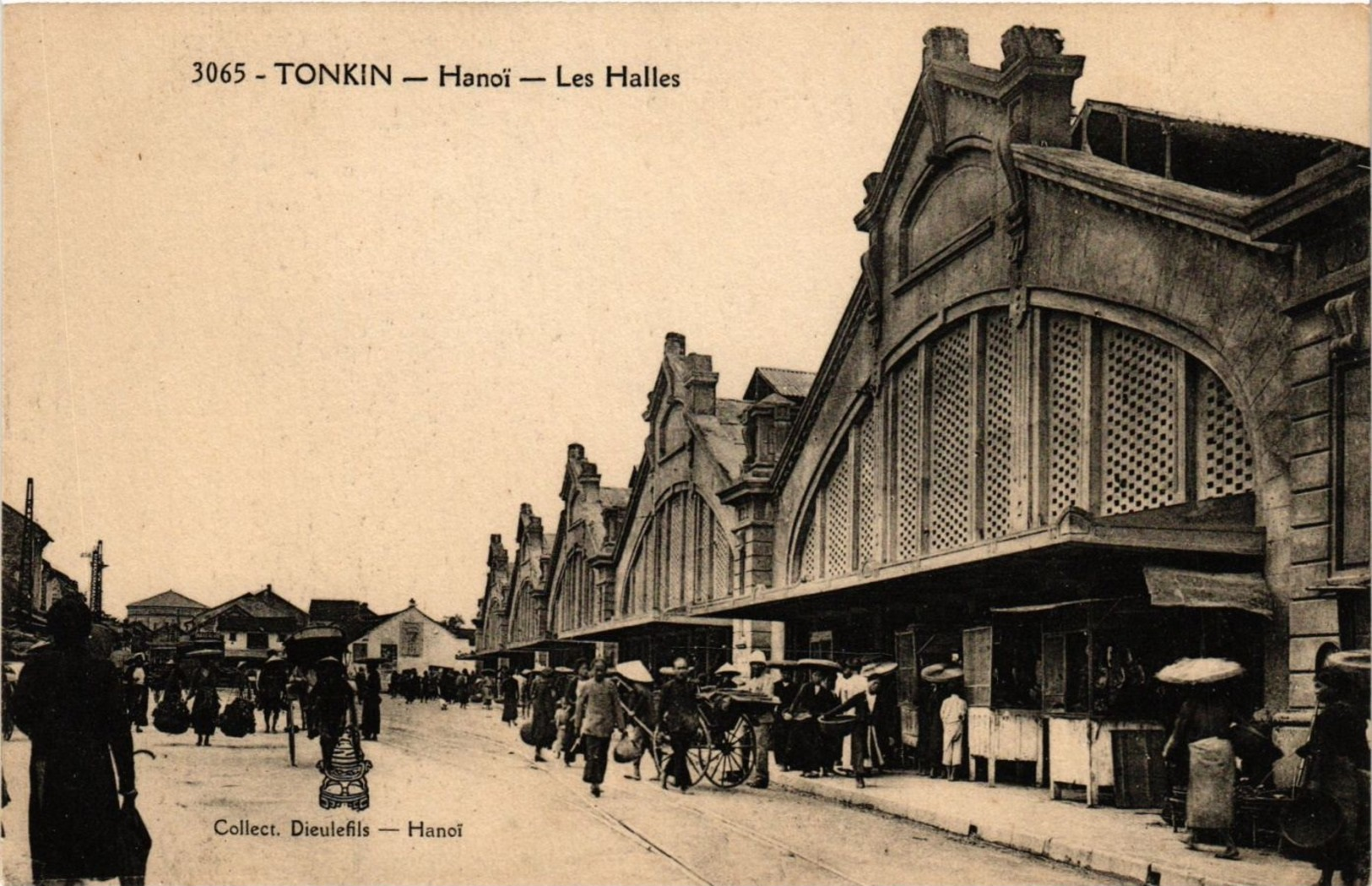
Chợ Đồng Xuân
Trường Đại học Dược Hà Nội
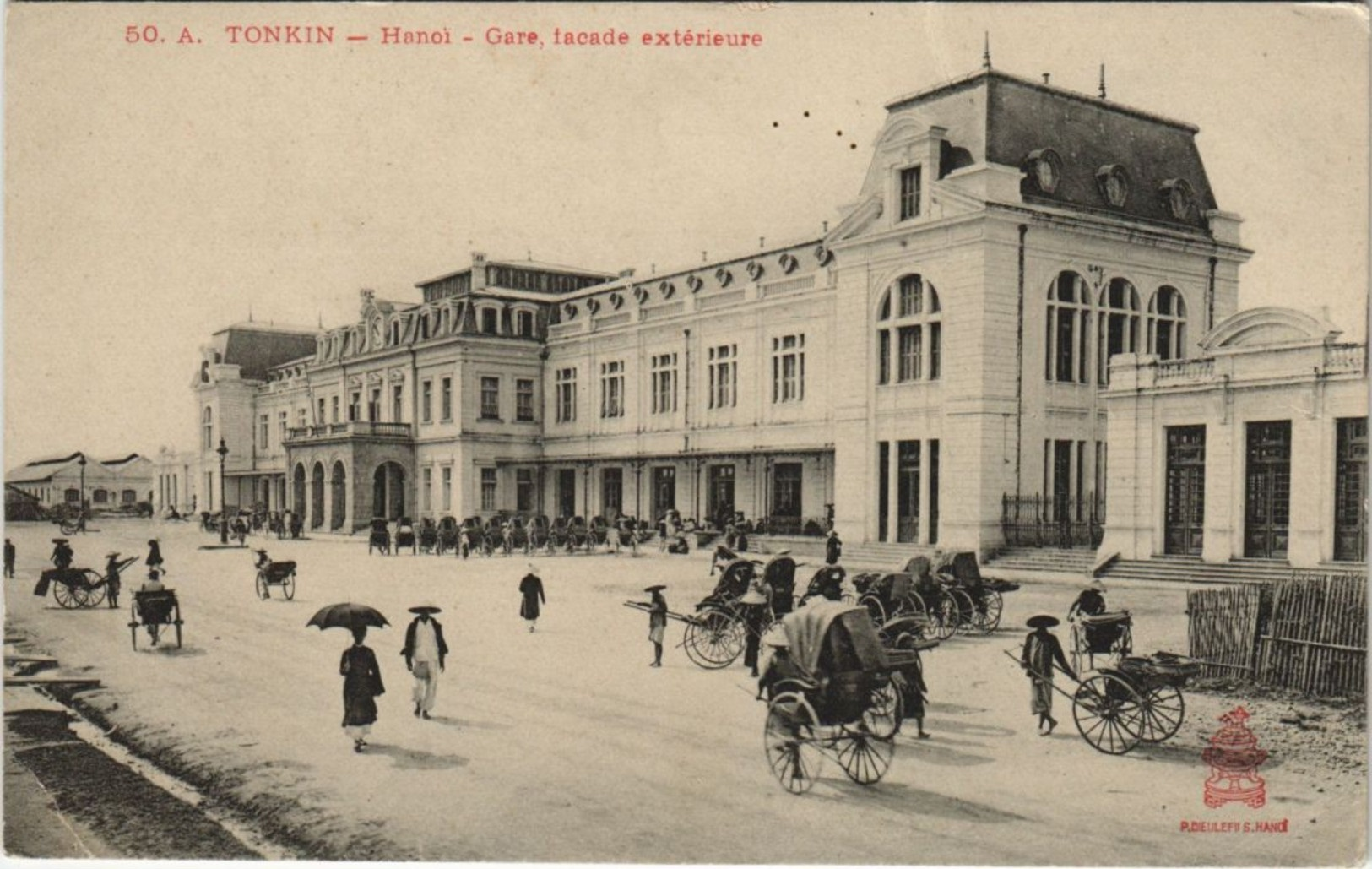
Ga Hà Nội
Nhà hát Lớn Hà Nội
Xe kéo Hà Nội
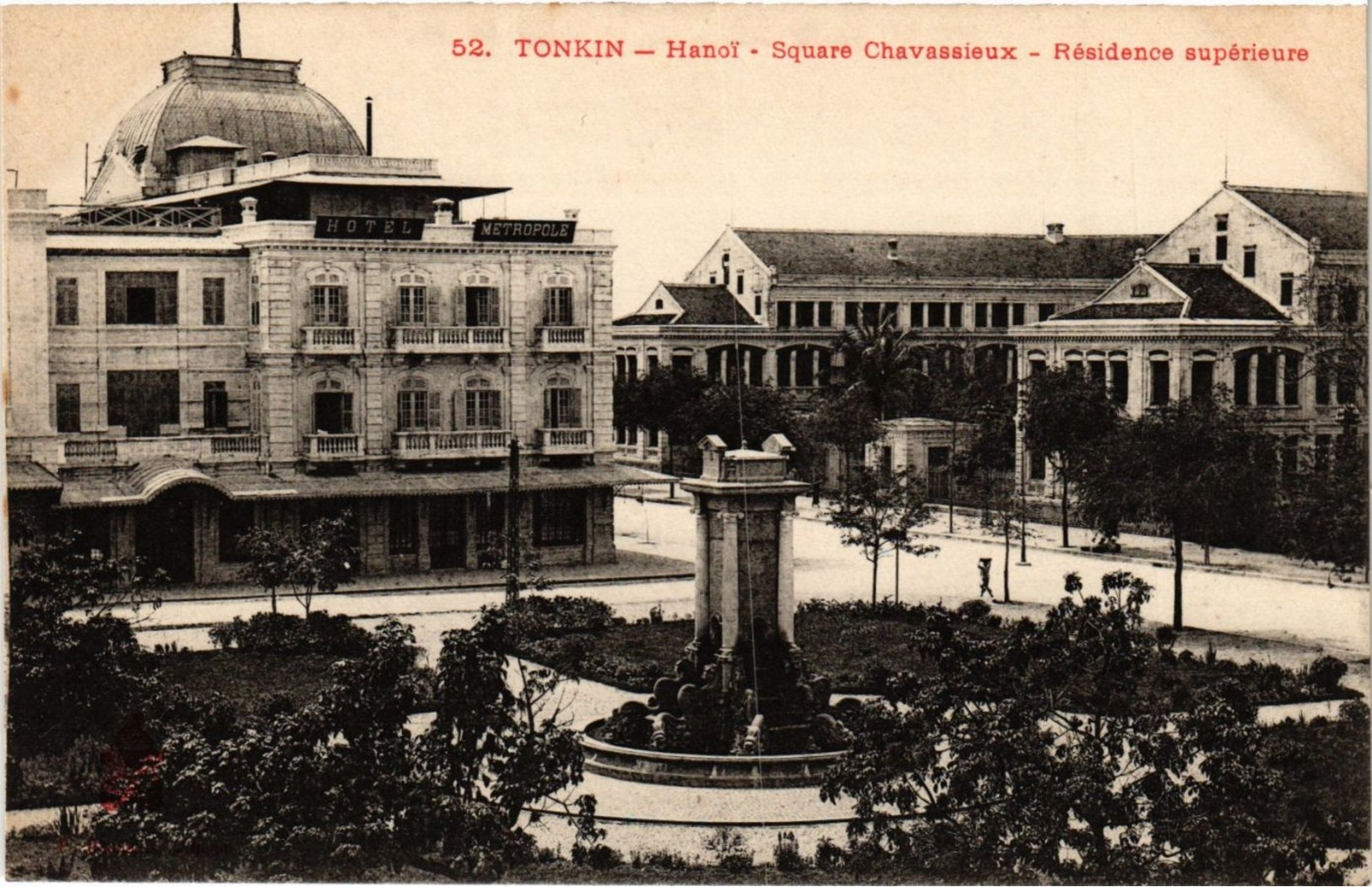
Vườn hoa Con Cóc
Phố Tràng Tiền
Cột cờ Hà Nội
Các pho tượng trong một ngôi chùa cổ.
Phố Cờ Đen
Phố Hàng Nón
Phố Hàng Quạt
Chùa Láng
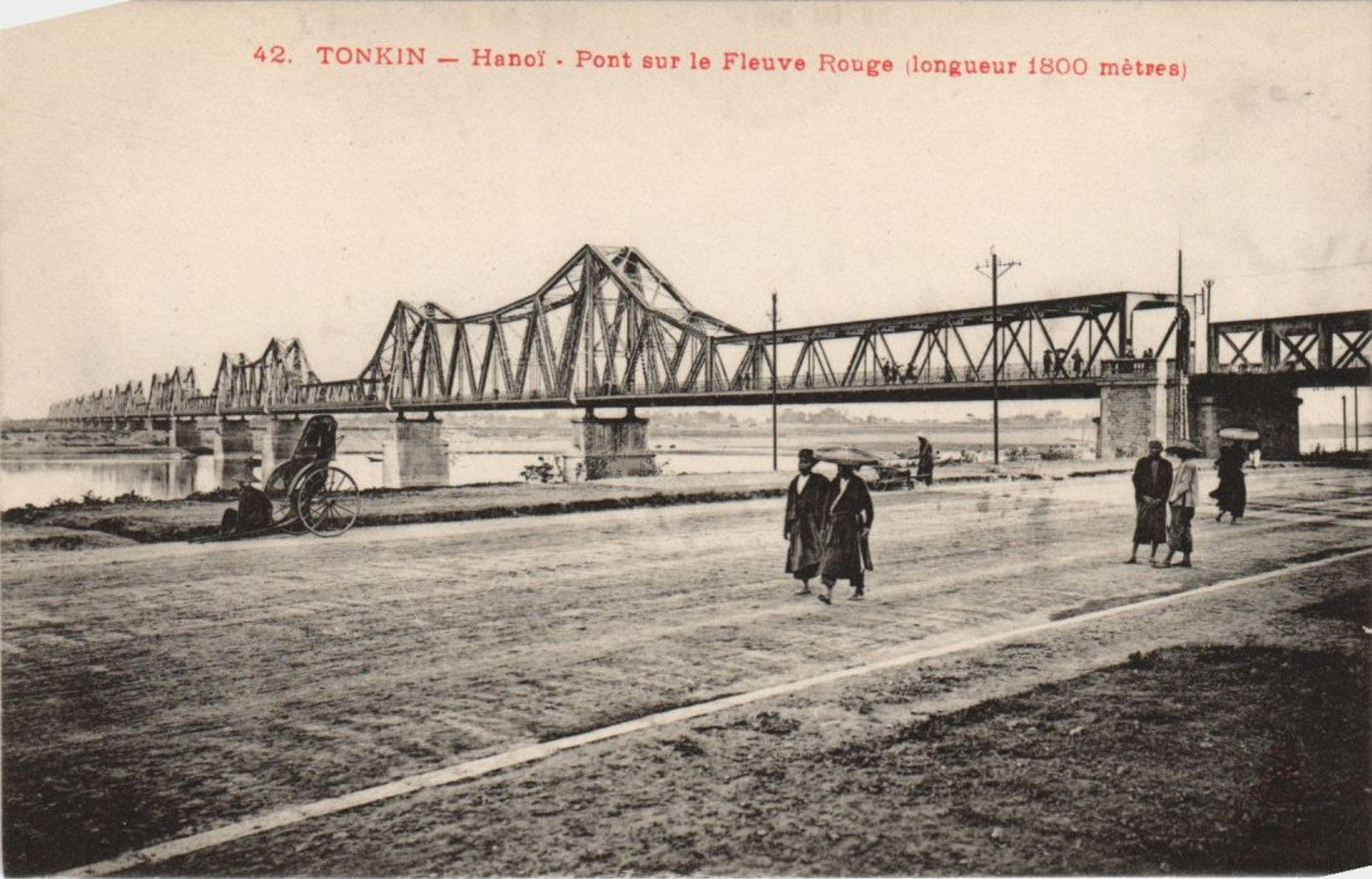
Cầu Long Biên
Đền Quán Thánh

Tham khảo: Nguoiquansat.vn